# 德爾瑟 (加利福尼亞州)
德爾瑟（英語：Del Sur）是位於美國加利福尼亞州洛杉磯縣的一個非建制地區。該地的面積和人口皆未知。

## 地理
德爾瑟的座標為34°41′23″N 118°17′19″W / 34.68972°N 118.28861°W，而該地的平均海拔高度為52米（即171英尺）。